# Idiochlora olivata
Idiochlora olivata là một loài bướm đêm trong họ Geometridae.